# Château de Kozukue
Le château de Kozukue (小机城, Kozukue-jō) est un château en ruines situé à Kozukue, Kōhoku-ku, préfecture de Kanagawa au Japon.

## Histoire
Les parties principales sont situées au sommet d'une colline entourée d'arbres. Le château fut probablement fondé par Uesugi vers 1438. Durant le siège d'Odawara par Hideyoshi en 1590, le château se rendit sans résistance.